# Пантелеево (Кольчугинский район)
Пантелеево — деревня в Кольчугинском районе Владимирской области России, входит в состав Раздольевского сельского поселения.

## География
Деревня расположена в 13 км на юг от центра поселения посёлка Раздолье и в 18 км на юг от райцентра города Кольчугино.

## История
В конце XIX — начале XX века деревня входила в состав Завалинской волости Покровского уезда, с 1925 года — в составе Кольчугинской волости Александровского уезда. В 1859 году в деревне числилось 29 дворов, в 1905 году — 31 двор, в 1926 году — 44 двора.
С 1929 года деревня входила в состав Белавкинкого сельсовета Кольчугинского района, с 1940 года — в составе Завалинского сельсовета, с 2005 года — в составе Раздольевского сельского поселения.

## Население
| 1859 | 1905 | 1926 | 2002 | 2010 | 2021 |
| ---- | ---- | ---- | ---- | ---- | ---- |
| 190  | ↘183 | ↗195 | ↘32  | ↘28  | ↗33  |